# Mistrzostwa panamerykańskie juniorów w lekkoatletyce
Mistrzostwa panamerykańskie juniorów w lekkoatletyce – międzynarodowe zawody lekkoatletyczne dla sportowców do lat 19 organizowane w interwale dwuletnim począwszy od roku 1980.

## Edycje
| Edycja | Gospodarz       | Data                |
| ------ | --------------- | ------------------- |
| 1980   | Greater Sudbury | 29–31 sierpnia      |
| 1982   | Barquisimeto    | 30 lipca–1 sierpnia |
| 1984   | Nassau          | 23–25 sierpnia      |
| 1986   | Winter Park     | 4–6 lipca           |
| 1989   | Santa Fe        | 23–25 czerwca       |
| 1991   | Kingston        | 18–20 lipca         |
| 1993   | Winnipeg        | 15–17 lipca         |
| 1995   | Santiago        | 1–3 września        |
| 1997   | Hawana          | 18–20 lipca         |
| 1999   | Tampa           | 9–11 lipca          |
| 2001   | Santa Fe        | 18–20 października  |
| 2003   | Bridgetown      | 18–20 lipca         |
| 2005   | Windsor         | 29–31 lipca         |
| 2007   | São Paulo       | 6–8 lipca           |
| 2009   | Port-of-Spain   | 31 lipca–2 sierpnia |
| 2011   | Miramar         | 22–24 lipca         |
| 2013   | Medellín        | 2–4 sierpnia        |
| 2015   | Edmonton        | 31 lipca–2 sierpnia |
| 2017   | Trujillo        | 21–23 lipca         |
| 2019   | San José        | 19–21 lipca         |
| 2023   | Mayagüez        | 4-6 sierpnia        |